# 圣米格尔-杜帕萨夸特鲁
圣米格尔-杜帕萨夸特鲁是巴西戈亚斯州的一个市镇。总面积537.781平方公里，总人口3970人，人口密度7.4人/平方公里。